# Polizei SV Kiel
Der Polizei SV Kiel ist ein 1921 gegründeter Sportverein aus Kiel. Die erste Fußballmannschaft gewann 1933 die deutsche Meisterschaft im „Turnerfußball“ und spielte in späterer Zeit sechs Jahre in der höchsten Amateurliga Schleswig-Holsteins.

## Geschichte

### Fußballabteilung
Die Fußballer des PSV erreichten im Jahre 1935 die Aufstiegsrunde zur damals erstklassigen Gauliga Nordmark. Aufgrund von polizeiinternen Strukturänderungen musste der Verein nach drei Spielen die Mannschaft zurückziehen. Im Jahre 1947 gehörte der PSV zu den Gründungsmitgliedern der Landesliga Ost und qualifizierte sich als Tabellenvierter für die eingleisige Landesliga Schleswig-Holstein. Nach zwei Jahren folgte der Abstieg in die 2. Amateurliga Ost. Erst nachdem die Junioren des Vereins 1961 und 1962 Landesmeister wurden ging es mit dem Polizeikickern wieder bergauf.
Im Jahre 1965 gelang die Rückkehr in die mittlerweile Amateurliga genannte höchste Spielklasse des Landes. Gleich in der Aufstiegssaison sorgte die Mannschaft durch einen 2:1-Sieg über Meister VfR Neumünster für eine Sensation. Im Jahre 1968 stieg die Mannschaft in die Verbandsliga Nord ab und musste 1975 den Gang in die Bezirksliga Ost antreten. Im Jahre 1987 ging es hinab in die Bezirksklasse und zwei Jahre später kam der Polizei SV in der Kreisliga an. Wenige Jahre später gab der Verein den organisierten Fußball auf und tritt seitdem nur noch in der Freizeitliga an.

### Leichtathletikabteilung
Auch die Leichtathletikabteilung des PSV gibt es nicht mehr. Herausragender Athlet war Hermann Nacke, der während des Zweiten Weltkriegs nach Kiel kam und in der Nachkriegszeit im Trikot des PSV zwei deutsche Meisterschaften und fünf Vizemeisterschaften im Fünfkampf und im Hochsprung gewann. Sein 1944 erzielter deutscher Rekord im Hochsprung von 2,01 m hatte 13 Jahre lang Bestand.

### Feldhandball
Die Feldhandball-Abteilung spielte 1933/34 und 1934/35 in der erstklassigen Handball-Gauliga Nordmark.